# رائف بدوي
رائف بن محمد بدوي (مواليد 13 يناير 1984) كاتب معارض وناشط سعودي، ومؤسس موقع الليبراليون السعوديون.
وكان بدوي قد اعتقل عام 2012 بتهمة «إهانة الإسلام عبر القنوات الإلكترونية» وقدم للمحكمة بعدة تهم منها الردة. في 2013 أدين بعدة تهم وحكم عليه بالسجن سبع سنوات و600 جلدة. في عام 2014 تم رفع عقوبته إلى 10 سنوات في السجن و 1000 جلدة وغرامة. كان من المقرر أن يتم الجلد على مدى 20 أسبوعا. تم تنفيذ أول 50 جلدة في 9 يناير 2015. والجلد الثاني تم تأجيله أكثر من اثنتي عشرة مرة. سبب التأجيل الأخير غير معروف، لكن عمليات الجلد المجدولة السابقة تأخرت بسبب تدهور صحة رائف بدوي. ومن المعروف أن رائف بدوي يعاني من ارتفاع ضغط الدم، وتدهورت صحته منذ بدء الجلد.
قالت زوجته، إنصاف حيدر، التي لجأت إلى كندا بعد أن تعرضت حياتها للتهديد في المملكة العربية السعودية، إن رائف بدوي لن يتمكن من البقاء على قيد الحياة بعد الجلد. أجرت إنصاف حيدر سلسلة من المقابلات المتلفزة حول محنة بدوي، بما في ذلك في قمة جنيف لحقوق الإنسان والديمقراطية لعام 2016.
يعمل مركز راؤول والنبرغ لحقوق الإنسان كمستشار قانوني دولي لبدوي. قادت المنظمة حملات مناصرة عامة بالإضافة إلى جهود دبلوماسية خاصة للمساعدة في إطلاق سراح رائف بدوي من السجن.
في حين أن موقعه الدقيق غير معروف، فقد أفيد أن بدوي مسجون حاليًا في سجن ذهبان المركزي.

## الليبراليون السعوديون

### التأثر بالقراءة والديوانية
بدأ رائف بدوي منتدى على الإنترنت عُرف باسم «الشبكة الليبرالية السعودية» في 13 أغسطس 2006 تحت تأثير كبير من مصادر مختلفة.
تأثر بالعديد من كتب المؤلفين العرب الذين رفضوا رؤية العالم من منظور ديني بحت، بما في ذلك «الكون يحاكم الإله» لعبد الله القصيمي، «الثقافة العربية في عصر العولمة» لتركي الحمد، والسجين 32 لمحمد سعيد الطيب، مؤلف يحظى بإعجاب رائف بدوي.[بحاجة لمصدر]
بالإضافة إلى أنه تأثر بالديوانية، وهي لقاء مسائي تقليدي للصحفيين والشعراء والمفكرين والفلاسفة والمؤلفين. وكلهم يناقشون حلم مجتمع أكثر انفتاحًا وتسامحًا وعلمانية وليبرالية في المملكة العربية السعودية. وكان رائف يتردد على هذه اللقاءات وأعرب في هذه اللقاءات عن قلقه من تطور المجتمع المدني ورفض القهر باسم الدين. أراد أن يعلم المواطنين السعوديين حقوقهم وواجباتهم وأن يطالب الناس بحقوقهم.

### العناوين، والردة، والنقد غير المباشر، والمطاوعة
تصدرت مدونة بدوي عناوين الصحف بعد وقت قصير من إطلاقها على الإنترنت، حيث كانت مساحة يمكن للسعوديين التحدث فيها علانية عن الليبرالية في بلد محافظ تقع فيه مدينتا مكة والمدينة، أقدس موقعين في الإسلام. قال بالعربية: "الليبرالية بالنسبة لي تعني ببساطة "عش ودع غيرك يعيش". قلة قليلة من السعوديين تجرأوا على الحديث علناً عن الليبرالية، لأنها تشكل ردة، جريمة يعاقب عليها بالإعدام. والتي من خلالها كان رائف يعتقد أن طريق الحرية يستحق هذه التضحية.
لم ينتقد بدوي أبدًا بشكل مباشر المطوعين، الذين كان يحتج عليهم؛ أو الحكومة السعودية كما يعجبها وكان وطنيًا لملك المملكة العربية السعودية. تحدى بدوي في المقام الأول القواعد المعمول بها في منشوراته، وعلى سبيل المثال، فكر في سبب احتياج النساء لولي أمر ذكر للسير في الشارع ولماذا كان من الصعب للغاية على النساء الوصول إلى سوق العمل والتوظيف. بالإضافة إلى ذلك، سأل بدوي في مدونته عن منطق لماذا يحتاج كل السعوديين إلى الإيمان بالإسلام، وعلى الرغم من إيمانه الإسلامي، فقد ذكر أن الإسلام لا يمكن أن يشرح كل شيء ويجب أن يكون الناس أحرارًا في الإيمان بأي دين يختارون اتباعه. وأوضح للآخرين في اجتماع الديوانية أنهم بشر وأن لهم الحق في التعبير عن أنفسهم والتفكير فيما يريدون.
بحلول نهاية عام 2007، كان في مدونة بدوي ما لا يقل عن 2000 عضو ناقشوا أساليب حكم المملكة العربية السعودية. وقد تسامح الملك عبد الله مع كتابات بدوي، لكنها أغضبت هيئة الأمر بالمعروف والنهي عن المنكر، التي اعتقلته في أواخر عام 2007. لساعات عديدة تم استجواب بدوي بشأن أنشطته وتم الإفراج عنه في نهاية المطاف دون توجيه أي تهم إليه. بسبب عدم رضي هيئة الأمر بالمعروف والنهي عن المنكر عن الاستجواب، داهمت مداهمة مفاجئة لمنزل بدوي بعد أيام قليلة للبحث عن الكتب الممنوعة، لكنها غادرت بدون أي شيء. شرعت هيئة الأمر بالمعروف والنهي عن المنكر في استجواب بدوي بشكل متكرر، مما وضع زوجته في حالة خوف، وكثيرا ما أكد لها بدوي أن كل شيء سيكون على ما يرام، على أساس أن الاستجوابات كانت سهلة.

## المحاكمات والأحكام

### الاعتقال والمحاكمة والحكم الأول
اعتُقل لأول مرة بتهمة الردة في عام 2008، وأُطلق سراح بدوي بعد يوم من الاستجواب. مُنع من مغادرة المملكة العربية السعودية، وتم تجميد حساباته المصرفية وحسابات زوجته في عام 2009. رفعت عائلة زوجة بدوي بعد ذلك دعوى قضائية لتطليق الزوجين قسرا على أساس ردة بدوي المزعومة. في 17 يونيو 2012، تم اعتقاله بتهمة «إهانة الإسلام عبر القنوات الإلكترونية»، وفي ديسمبر التالي تم الاستشهاد به أيضًا بتهمة الردة، وهي إدانة يُعاقب عليها تلقائيًا بالإعدام. ومع ذلك، تم التأكد من أن بدوي مسلم بعد تلاوة الشهادتان في المحكمة، وذكر أيضًا أنه يجب أن يكون للناس الحق في اختيار عقيدتهم.
ذكرت هيومن رايتس ووتش أن موقع بدوي على الإنترنت قد استضاف مواد تنتقد «شخصيات دينية بارزة». كما أشار بدوي إلى أن جامعة الإمام محمد بن سعود الإسلامية أصبحت «وكرًا للإرهابيين».
بعد توقيف عام 2012، صنفت منظمة العفو الدولية بدوي سجين رأي، «محتجز لمجرد ممارسته السلمية لحقه في حرية التعبير»، وقالت: «حتى في المملكة العربية السعودية حيث ينتشر قمع الدولة، لا يزال السعي وراء عقوبة الإعدام لناشط كانت» جريمته«الوحيدة هي تمكين النقاش الاجتماعي عبر الإنترنت». ودعت هيومن رايتس ووتش الحكومة إلى إسقاط التهم قائلة: «إن التهم الموجهة إليه، التي تستند فقط إلى تورط بدوي في إنشاء موقع على شبكة الإنترنت للنقاش السلمي حول الدين والشخصيات الدينية، تنتهك حقه في حرية التعبير».
بتهمة "إنشاء موقع على شبكة الإنترنت يقوض الأمن العام" و "السخرية من الشخصيات الدينية الإسلامية" و "تجاوز حدود الطاعة"، مثل بدوي أمام محكمة جزائية في جدة في 17 ديسمبر 2012. وأحال القاضي تهمة الردة إلى محكمة أعلى، قائلاً إنه "لا يمكنه إصدار حكم في قضية الردة". في 22 ديسمبر / كانون الأول، قضت المحكمة العامة بجدة بمزايا تهم الردة." ثم أحالت القضية مرة أخرى إلى المحكمة الابتدائية، حيث قيل إن الأخيرة تتطلب حكمة المحكمة العليا لمحاكمة الردة. كما انتقد الناشط الحقوقي المغربي قاسم الغزالي السلطات السعودية.
في 30 يوليو 2013، أفادت وسائل إعلام سعودية أن بدوي حُكم عليه بالسجن سبع سنوات و 600 جلدة لتأسيسه منتدى على الإنترنت «ينتهك القيم الإسلامية وينشر الفكر الليبرالي». كما أمرت المحكمة بإغلاق الموقع.

### زيادة الحكم
في 26 ديسمبر 2013، قالت زوجة بدوي، إنصاف حيدر، لشبكة سي إن إن أن قاضياً قد قضى بضرورة مثول زوجها أمام محكمة عليا بتهمة الردة التي ستؤدي إلى عقوبة الإعدام في حالة إدانته. في 7 مايو 2014، تم رفع عقوبة بدوي إلى 1000 جلدة، والسجن 10 سنوات، وغرامة قدرها ر.س 1٬000٬000 (ما يعادل حوالي US$267٬000 في ذلك الوقت)، بتهمة «إهانة الإسلام». في منتصف يناير 2015، تم إحالة القضية إلى المحكمة السعودية العليا للمراجعة. في 1 مارس / آذار 2015، أخبرت زوجة بدوي المراسلين أن القضاة في المحكمة الجنائية السعودية يريدون إعادة محاكمته بتهمة الردة، وأنه في حالة إدانته، سيُحكم عليه بالإعدام.

## لجوء إنصاف حيدر إلى كندا
بعد أيام قليلة من جلسة المحكمة، بدأت زوجة بدوي، إنصاف حيدر، في تلقي تهديدات بالقتل من مجهول. فرت إلى شيربروك في كيبيك بكندا مع أطفالها الثلاثة. في 27 يناير 2015، أعلن السياسي الكندي مارك غارنو في مقال رأي أنه وزميله السياسي إيروين كوتلر «سيساعدان زوجة بدوي في جهودها لإنقاذ زوجها». وانتقد قاسم الغزالي أمام مجلس حقوق الإنسان التابع للأمم المتحدة بصفته ممثلًا عن الاتحاد الدولي الإنساني والأخلاقي (IHEU)، السعودية لحكمها على بدوي بالسجن 7 سنوات و 600 جلدة، واصفا إياها بـ «عقوبة عنيفة لا مبرر لها».

## محاكمة محامي رائف بدوي وحبسه
سُجن محامي بدوي وليد أبو الخير (يُنقل أيضًا باسم أبو الخير) بعد أن أنشأ منظمة مرصد حقوق الإنسان في المملكة العربية السعودية، وهي منظمة سعودية لحقوق الإنسان. ووجهت إليه تهمة «إنشاء منظمة غير مرخصة» و «قطع الولاء مع الحاكم». تم رفض طلباته لترخيص المنظمة. في 7 يوليو 2014، حُكم على أبو الخير بالسجن لمدة 15 عامًا، تلاها حظر سفر لمدة 15 عامًا. وقد أدانته المحكمة الجزائية المتخصصة بجدة بتهمة «النيل من النظام والمسؤولين» و «إثارة الرأي العام» و «إهانة القضاء».
وقال أبو الخير لبي بي سي إن بدوي أكد أمام المحكمة أنه مسلم وقال للقاضي «لكل فرد خيار أن يصدق أو لا يصدق».

## الجلد العلني
في 9 يناير 2015، تلقى بدوي 50 جلدة أمام مئات المتفرجين أمام مسجد في جدة، وهي الأولى من إجمالي 1000 جلدة تمت إدارتها على مدى عشرين أسبوعًا. وأدان نائب مدير منطقة الشرق الأوسط وشمال أفريقيا في منظمة العفو الدولية سعيد بومدوحة الحادث قائلاً: «إن جلد رائف بدوي عمل وحشي يحظره القانون الدولي. من خلال تجاهل الدعوات الدولية لإلغاء الجلد، أظهرت السلطات السعودية تجاهلاً مقيتًا لأبسط مبادئ حقوق الإنسان». وقال الأمير الأردني زيد بن رعد: «هذه العقوبة محظورة بموجب القانون الدولي لحقوق الإنسان، ولا سيما اتفاقية مناهضة التعذيب التي صادقت عليها السعودية. أناشد ملك المملكة العربية السعودية أن يمارس سلطته لوقف الجلد العلني عن طريق العفو عن السيد بدوي، وأن يراجع على وجه السرعة هذا النوع من العقوبة القاسية للغاية». قال سيباستيان أوشر، محلل شؤون الشرق الأوسط في بي بي سي، إنه يشتبه في أن القادة السعوديين لم يكونوا مستعدين لحجم الاحتجاج الدولي رداً على الجلد.
وقالت إنصاف حيدر، زوجة رائف بدوي، بعد سماعها بالجلد: «ما شعرت به كان لا يوصف. كان مزيجًا لا يوصف من الحزن والألم... كان الأمر مؤلمًا للغاية أن نتخيل ما كان يحدث لرائف». وقالت أيضًا: «أقدر كل الاهتمام الذي حظيت به قضية رائف. آمل أن تكثف جميع الحكومات في العالم جهودها للضغط على السلطات لوقف ما تنوي فعله بزوجي. أعتقد أنهم يستطيعون فعل ذلك، إذا تحدثوا مباشرة إلى الحكومة في السعودية». تم تأجيل الجلدات المقررة لأن الجروح من الجلدة الأولى لم تلتئم ولأن بدوي كانت في حالة طبية سيئة. بدوي مريض بالسكري ونحيف البنية. وكان من المقرر أن ينال العقوبة 50 جلدة كل يوم جمعة لمدة 20 أسبوعًا حتى اكتمال العقوبة.

### ردة الفعل الدولية
كانت هناك حملة دولية للإفراج عن بدوي، شملت احتجاجات في الشوارع وعرائض ورسائل ونشاط على وسائل التواصل الاجتماعي. هاشتاغ "JeSuisRaif"، مرددًا صدى «أنا شارلي»، انتشر في يناير 2015. وقد تم التشكيك في استعداد بعض الأطباء السعوديين لإجراء تقييمات طبية قبل الجلد، ووصفوا بأنهم أطباء يشاركون في أعمال تعذيب. أثار وزير الخارجية البريطاني فيليب هاموند القضية مع السفير السعودي في المملكة المتحدة، وقال متحدث باسم وزارة الخارجية: «نحن قلقون للغاية بشأن قضية رائف بدوي. تدين المملكة المتحدة استخدام العقوبة القاسية أو اللاإنسانية أو المهينة في جميع الظروف».
وقع ثمانية عشر من الحائزين على جائزة نوبل رسالة مفتوحة تحث الأكاديميين السعوديين على إدانة جلد بدوي. وعلقت الإندبندنت على أن العديد من العلماء الغربيين البارزين، غير مرتاحين للعمل مع الأكاديميين السعوديين بسبب حالة حقوق الإنسان «غير المبررة» هناك، قد يرفضون العمل مع السعوديين إذا تم تجاهل الرسالة المفتوحة.
اعتبارًا من 22 يناير 2015، كان الالتماس الذي قدمته منظمة العفو الدولية للإفراج عن بدوي من السجن قد وقع عليه ما يقرب من 800,000 شخص. كان بدوي مرة أخرى موضوعًا شائعًا على تويتر بعد أسبوع، وقالت زوجته لبي بي سي إن الأسرة تعاني من «قلق دائم». حث رئيس الوزراء الكندي ستيفن هاربر على التدخل لدى السلطات السعودية، كما أخبرت مجموعة من جميع الأحزاب من أعضاء البرلمان الكندي أن «حالة رائف الصحية تزداد سوءًا» وفقًا للعديد من الأطباء الذين فحصوا زوجها في الأسبوع السابق، وأنها «كانت قلقة للغاية بشأنه. من المستحيل على الإنسان أن يتحمل 50 جلدة أسبوعياً».
بعد تأجيل السلسلة الثانية من الجلدات للمرة الثالثة في 30 يناير / كانون الثاني 2015، دون إبداء أسباب، كان هناك أمل بإطلاق سراح بدوي. في 5 فبراير 2015، ورد أنه مثل أمام المحكمة في اليوم السابق للجلد الثاني المقرر.
وأعربت منظمة العفو الدولية وآخرون عن القلق مرة أخرى. في كيبيك، حيث تعيش عائلة بدوي الآن كلاجئين، وحيث يُنظر إلى وضعه على أنه رمز للنضال العالمي من أجل حرية التعبير، تبنى الجمهور قضيته وكانت الاحتجاجات في شيربروك وأماكن أخرى منتظمة. وتأجل الجلد للمرة الرابعة، مع إعلان التأجيل قريباً من الموعد المقرر، ما أبقى بدوي ومن يهمه الأمر عليه في حالة ترقب. في الأسبوع التالي، أقرت الجمعية الوطنية في كيبيك بالإجماع اقتراحًا يدين جلد بدوي ويدعو حكومتي كيبيك وكندا إلى بذل كل ما في وسعهما لتأمين حريته. وبحلول نهاية فبراير / شباط، تم تأجيل الجلسة التالية سبع مرات.
أرسل سبعة وستون عضوًا من الكونغرس الأمريكي رسالة من الحزبين إلى ملك المملكة العربية السعودية في 3 مارس 2015، يطالبون فيها بالإفراج عن جميع سجناء الرأي، بمن فيهم رائف بدوي ووليد أبو الخير. وفي اليوم نفسه، أرسل رئيس أساقفة جنوب إفريقيا ديزموند توتو رسالة إلى الملك سلمان لدعم بدوي، قائلاً: «نحن جميعًا أعضاء في الأديان التي تؤكد الرحمة والتسامح». في 6 مارس، نشرت مجموعة من قادة النقابات العمالية في أيرلندا الشمالية بما في ذلك الصحفيان إيمون ماكان وفيليسيتي ماكول رسالة مفتوحة في بلفاست تلغراف تدين «العقوبة الوحشية» لرائف بدوي وتدعو إلى إطلاق سراحه، والصحفي الألماني قسطنطين شرايبر أعلن أن كتاب بدوي الأول سيصدر في أبريل.
في أوائل مارس 2015، طلبت إنصاف حيدر من سيغمار غابرييل، وزير الشؤون الاقتصادية الألماني، استخدام نفوذه لإطلاق سراح بدوي خلال زيارة مقبلة إلى المملكة العربية السعودية. كما دعت كاترين جورنج إيكاردت، وهي زعيمة برلمانية ألمانية، غابرييل إلى طرح القضية خلال زيارته. عندما غادر غابرييل إلى المملكة العربية السعودية في 7 مارس، حثه المتظاهرون في المطار على دعم بدوي. قال جبرائيل إنه كان ينوي طرح موضوع بدوي مع العائلة المالكة. وقال للصحفيين في الرياض «أعتقد أنه من الطبيعي أن يهتم الناس في جميع أنحاء العالم بشيء كهذا. وهذا لا ينبغي أن يفاجئ أي شخص هنا.» وأضاف: «إن قسوة هذه الجملة، وخاصة العقوبة الجسدية، أمر لا يمكن تصوره بالنسبة لنا، وبالطبع يؤثر على علاقاتنا (مع السعودية)». وردت الحكومة السعودية برفض الانتقادات الموجهة لسجلها الحقوقي مؤكدة أنها «لا تقبل التدخل بأي شكل في شؤونها الداخلية».
تحدثت وزيرة الخارجية السويدية، مارغو والستروم، علناً عن قضية بدوي وقضايا حقوق الإنسان السعودية الأخرى. في مارس 2015، منعت المملكة العربية السعودية خطاب والستروم في اجتماع جامعة الدول العربية في القاهرة والذي دُعيت إليه كضيف شرف. ثم ألغت السويد اتفاقية الأسلحة طويلة الأمد مع المملكة العربية السعودية. ذكرت مجلة دير شبيغل الألمانية الإخبارية في مارسref>"Saudi-arabischer Blogger Badawi: "Auf wundersame Weise 50 Peitschenhiebe überlebt"". دير شبيغل (بالألمانية). 27 Mar 2015. Archived from the original on 2015-06-14. Retrieved 2015-06-15.</ref> أن بدوي كتب من السجن أنه "نجا بأعجوبة من 50 جلدة [...] [بينما كان] محاطًا بحشد هتاف صاح باستمرار" الله أكبر)". استمرت الاحتجاجات والوقفات الاحتجاجية خارج السفارات السعودية.
في 6 أغسطس 2018، طردت المملكة العربية السعودية السفير الكندي دنيس هوراك، وجمدت جميع التجارة مع أوتاوا. جاء ذلك بعد أن أعربت وزيرة الخارجية الكندية كريستيا فريلاند عن قلقها إزاء اعتقال الناشطة الحقوقية سمر بدوي في السعودية وشقيقة رائف بدوي، وطالبت بالإفراج عن كل من سمر ورائف.
في يوليو 2019، حث نائب الرئيس الأمريكي مايك بنس المملكة العربية السعودية على إطلاق سراح بدوي.

### تجدد التهديد بالجلد عام 2015
أيدت المحكمة السعودية العليا الحكم وكانت هناك مخاوف من احتمال جلد بدوي مرة أخرى بعد صلاة الجمعة في 12 يونيو 2015. تم تأجيل العقوبة مرة أخرى، قبل ساعات من موعد تنفيذها. وتعتقد زوجة بدوي أنه في حالة صحية بدنية ونفسية متدهورة وتخشى أن يكون عقوبته «موتاً بطيئاً».

### تجدد التهديد بالجلد عام 2016
ذكرت صحيفة إندبندنت في أكتوبر / تشرين الأول 2016 أن مصادر مقربة من عائلة بدوي تخشى أن يبدأ الجلد من جديد في أي وقت خلال العام. تم حث الحكومات التي لها علاقات مع المملكة العربية السعودية على تقديم احتجاجات نيابة عن بدوي. قالت إنصاف حيدر، زوجة بدوي: «لقد صدمتني النبأ تماما. أنا قلق وخائف من أنهم سيحملون [ك‍] عند جلده. (...) أنا قلقة على صحة رائف، وهي ليست جيدة سواء نفسيا أو جسديا. آمل حقًا ألا تمضي المملكة العربية السعودية في تنفيذ الحكم. أتمنى أن تجرد السلطات السعودية رايف من جنسيته ثم تقوم بترحيله إلى كندا ليكون معنا». وبحسب ما ورد دخل بدوي في إضراب مستمر عن الطعام مرتين على الأقل. وقال وزير الخارجية الكندي آنذاك ستيفان ديون «نحاول الحصول على أدق المعلومات الممكنة، لأنه إذا كانت هذه المعلومات صحيحة، فستكون مخزية. كندا تدين تماما هذا النوع من الجلد.»

## الحياة الشخصية
التقى رائف بدوي بزوجته، إنصاف حيدر، عن طريق الخطأ عندما أخطأ رائف بدوي بالاتصال بإنصاف حيدر. اتصلت إنصاف حيدر مرة أخرى، على افتراض أنها كانت مكالمة من وكالة توظيف تعرض عليها منصبًا تدريسيًا في مدرسة. عاود رائف بدوي الاتصال بإنصاف حيدر مرارًا وتكرارًا لغضبها بسبب «صوتها الجميل»، ورفضت إنصاف حيدر مرارًا خوفًا على شرف العائلة. بدأت إنصاف حيدر في النهاية بالتحدث إلى بدوي سرًا، مما دفع أحد أشقاء حيدر إلى سرقة هاتفها، وسافر بدوي إلى جيزان، مسقط رأس إنصاف حيدر، وإعطائها هاتفًا آخر سراً ووردة.
تزوج رائف بدوي من إنصاف حيدر عام 2002 في المملكة العربية السعودية، وأنجبت إنصاف حيدر عام 2003 في مستشفى جدة العام طفلتهما الأولى نجوى بنت رائف بدوي في غيابه. وفي العام التالي أنجبت إنصاف حيدر ابنهما دودي «تراد» بن رائف بدوي في عام 2004 بحضور بدوي. وكذلك ولادة ابنتهما الثانية مريم بنت رائف بدوي عام 2007.
عاش رائف بدوي وإنصاف حيدر في جيزان مع أطفالهما حتى بدأ أشقاء إنصاف حيدر في مضايقتها ومطالبتها بالطلاق من بدوي، مما دفعهما للانتقال إلى جدة، المدينة الأكثر ليبرالية. كان مؤسس ورئيس نظام تعليم المرأة حتى باعه بعد انشقاقه.
حصلت زوجة بدوي وأطفالها على حق اللجوء السياسي من قبل حكومة كندا في عام 2013، حيث يعيشون الآن.
رائف بدوي مسلم وأقام العمرة مع أولاده الثلاثة. ونفت زوجته مزاعم الردة وقالت في مقابلة مع الإذاعة الوطنية العامة (NPR) إنه «مسلم صالح» وروج لفلسفة «عش ودع غيرك يعيش».

## الجوائز والتكريمات والترشيحات

### الجوائز
- جائزة غونتر والراف للصحافة لعام 2019، المشتركة مع مرصد الصحافة الأوروبي (EJO).[94]
- جائزة Laïcité الدولية 2018، من قبل Comité Laïcité République مشتركة مع إنصاف حيدر.[95]
- جائزة دانيال بيرل 2018، من نادي لوس أنجلوس للصحافة.[96]
- جائزة نادي مونتريال للصحافة لعام 2018.[97]
- جائزة نصر الحرية «المقعد الفارغ» لعام 2016.[98]
- جائزة ديشنر 2016، من مؤسسة جيوردانو برونو، مشتركة مع إنصاف حيدر[99]
- جائزة السلام للسلام (فرانكفورت) 2016.[100]
- الجائزة الليبرالية الدولية للحرية 2016.[101]
- Prix Voltaire 2016، من IPA Freedom to Publish Committee.[102][103]
- جائزة ساخاروف 2015 من البرلمان الأوروبي للدفاع عن حرية الفكر وحقوق الإنسان.[104]
- جائزة المفكر الحر السويسرية لعام 2015، مشتركة مع إنصاف حيدر ووليد أبو الخير[105]
- جائزة السير كارل بوبر 2015 من Österreichischer Freidenkerbund.[106]
- جائزة PEN Pinter لعام 2015، مشتركة مع الشاعر والناقد الأدبي البريطاني جيمس فينتون.[107]
- وسام شرف ستراسبورغ 2015[108]
- جائزة الصحافة الفرنسية الألمانية 2015[109]
- وسام توماس ديهلر من الحزب الديمقراطي الحر، ألمانيا
- جائزة حرية الصحافة 2015 من مراسلون بلا حدود، السويد[110]
- جائزة حرية التعبير لعام 2015، من دويتشه فيله[111]
- جائزة الشجاعة لعام 2015 من قمة جنيف لحقوق الإنسان والديمقراطية[112]
- جائزة أيكنهيد 2015 من الجمعية العلمانية الاسكتلندية[113]
- جائزة One Humanity لعام 2014 من PEN Canadaref name = pencanada>"Jailed Saudi blogger receives PEN Canada's One Humanity Award". PenCanada. 21 أكتوبر 2014. مؤرشف من الأصل في 2014-11-23. اطلع عليه بتاريخ 2014-11-28.</ref>
- جائزة مستخدم الإنترنت 2014 من مراسلون بلا حدود.[114]

### التكريمات
- العضوية الفخرية لعام 2019 من اتحاد كامبريدج مشتركة مع إنصاف حيدر.[115]
- دكتوراه فخرية من جامعة شيربروك[116]
- المواطنة الفخرية مونتريال[117]
- كرمته جامعة شيربروك من خلال منحه برنامج الماجستير في القانون والسياسة الدولية 2017-18 "DIPIA" اسمه.[118]
- أحد المفكرين العالميين الرائدين لعام 2015، من قبل فورين بوليسي.[119]
- واحد من قائمة بوس 2015، من قبل AskMen.[120]
- المواطنة الفخرية، شيربروك، كيبيك"Sherbrooke, terre d'accueil pour Raif Badawi". Université de Sherbrooke. 10 يوليو 2015. مؤرشف من الأصل في 2016-03-04. اطلع عليه بتاريخ 2015-07-12.</ref>
- اللقب الفخري لحرية التعبير، ممنوح من تحالف جامعة بروكسل (VUB و ULB)، 2015.[121]
- عضوية فخرية، نادي القلم الدولي الفرع الكندي.
- عضوية فخرية، نادي القلم الدولي الفرع الدنماركي.
- عضوية فخرية، نادي القلم الدولي الفرع الألماني.
- رجل عام 2015، من قبل العمود الخامس.[122]
- العضوية الفخرية لعام 2017 من قبل الاتحاد المهني للصحفيين في كيبيك.[123]

### الترشيحات
- جائزة نوبل للسلام، 2015[124]
- جائزة نوبل للسلام، 2016[125]
- جائزة الحرية 2014 من حزب الحرية الفردية الإسباني (P-LIB)[126]
- جائزة حرية النشر 2014 من جمعية الناشرين الدولية.

## كتب
- بدوي رائف. شريبر، قسطنطين، محرر؛ هيتزل، ساندرا، مترجم، 1000 بيتشينهيبي : weil ich sage، was ich denke [1000 جلدة: لأنني أقول ما أفكر به]. أولشتاين، برلين 2015،(ردمك 978-3-550-08120-0) (جرثومة.)
- بدوي رائف. شريبر، قسطنطين، محرر؛ أحمد داني رمضان، مترجم، 1000 جلدة: لأنني أقول ما أفكر فيه. فانكوفر 2015،(ردمك 978-1771642095) (كندا)

## روابط خارجية
- رائف بدوي على موقع مونزينجر (الألمانية)